# إعصار آيك

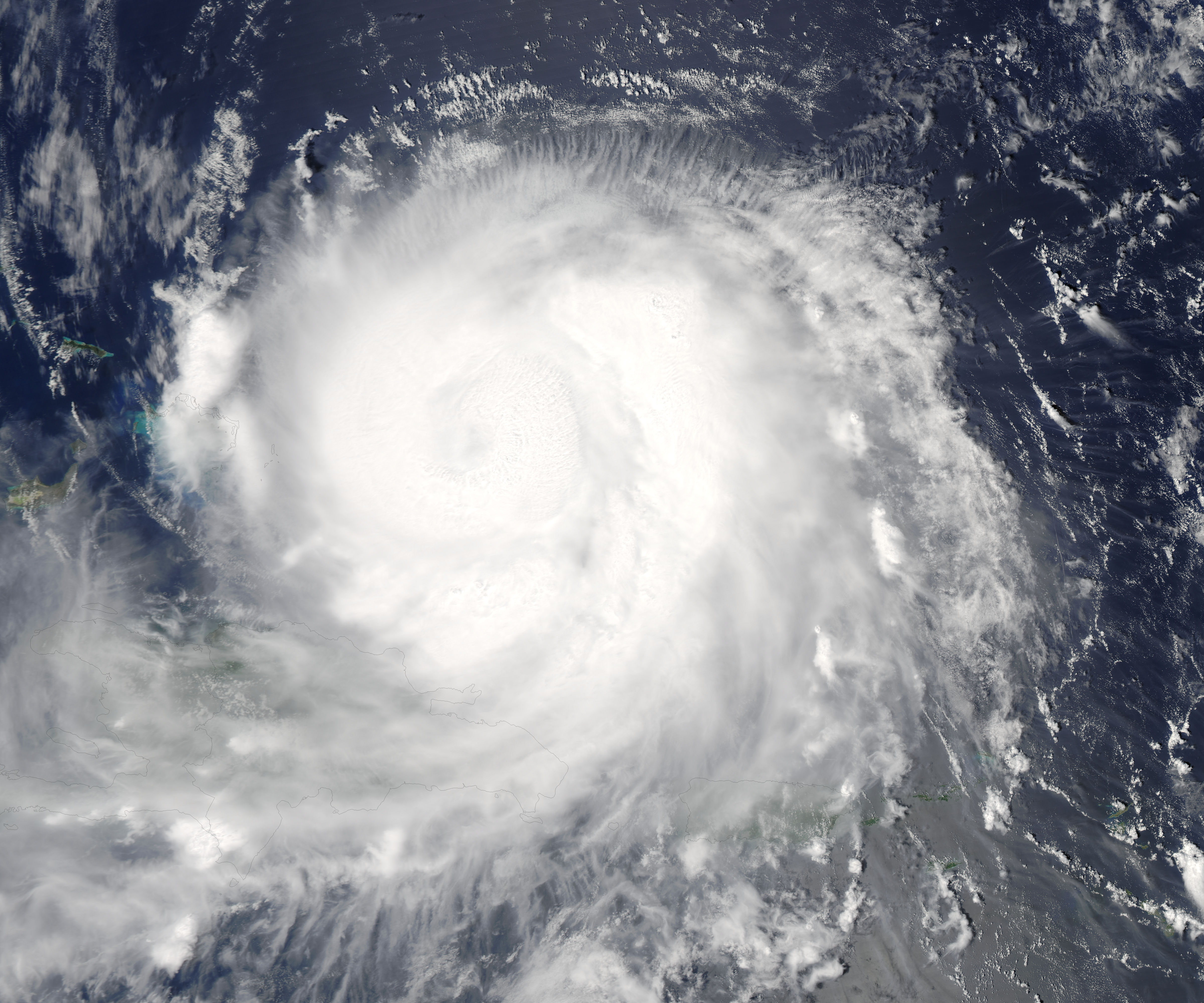
الإعصار آيك

يأخذ الإعصار آيك رقم العاصفة التاسعة، والإعصار الخامس، والإعصار الكبير الثالث في موسم الأعاصير لعام 2008. تكون الإعصار نتيجة اضطراب استوائي على السواحل الإفريقية مع نهاية شهر آب أغسطس 2008 ثم تحرك وتطور ببطء. في الأول من أيلول سبتمبر تحول إلى عاصفة استوائية ومع بزوغ فجر الرابع من أيلول سبتمبر كان آيك إعصاراً من الدرجة الرابعة وصلت سرعة الرياح في ذروته إلى 230 كم/سا مع ضغط جوي يصل إلى 935 م/بار، مما يجعله العاصفة الأقوى حتى الآن في موسم عام 2008.

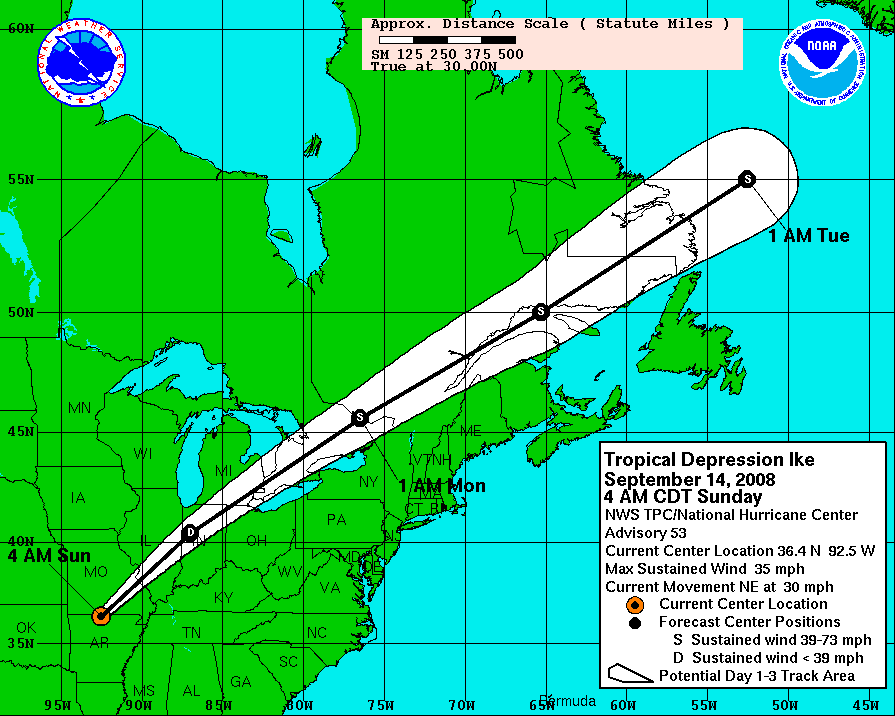
المسار المتوقع لإعصار آيك

قطر العاصفة الاستوائية آيك يصل إلى 550 ميل وسرعة الرياح 240 ميل مما يجعله أكبر إعصار معروف حسب السجلات وهو تقريباً ضعف إعصار كاترين من حيث الحجم. تسبب الإعصار حتى 13 أيلول سبتمبر بنحو 84 قتيل معظمهم في هاييتي، التي ما تزال تعاني من آثار الإعاصير الثلاثة الماضية: غوستاف، والإعصار حنا والإعصار فاي. يتوقع أن الخسائر التي ستنتج عن الإعصار ستبلغ 100 مليار دولار أمريكي.